# Río Guarnón
El Guarnón es un río que discurre por la cara norte de Sierra Nevada, íntegramente por el término municipal de Güéjar Sierra, en la provincia de Granada, comunidad autónoma de Andalucía, España; partido judicial de Granada. Pertenece en todo su recorrido al Parque nacional de Sierra Nevada.

## Geografía física
Nace en las Trancadas del Guarnón, bajo el antiguo glaciar llamado Corral del Veleta, donde existen dos lagunas de claro origen morrénico -la mayor de las cuales es además la más alta de Sierra Nevada, con sus 3.086 m de altitud-, pero ninguna de ellas tiene emisario o desagüe visible, y aunque las primeras aguas del río Guarnón afloran de manantiales existentes unos 500 m más abajo, no está comprobado que éstos procedan de dichas lagunas; pero el hecho de que no se produzca el rebosado superficial de las mismas en ningún momento del año evoca que la procedencia de este río pueda estar en filtraciones subterráneas con origen en ellas, dado que la escasa incidencia de los rayos solares en estas láminas de agua, por los altos tajos que las resguardan, excluye la evaporación como causa exclusiva de su ausencia de desborde superficial. No obstante, la procedencia de los mencionados afloramientos, origen de este río, también ha sido atribuida a otras causas, como puede ser la lenta fusión del hielo fósil o permafrost detectado en el subsuelo del Corral.
Su recorrido es de unos cinco kilómetros, siguiendo una dirección NNE casi rectilínea, en los que desciende más de 1.400 metros de desnivel hasta unirse al río Real, en las inmediaciones de las antiguas Minas de la Estrella (de pirita de cobre), a partir de cuya confluencia conforman ambas corrientes fluviales el río Genil.
Su margen derecha está constituida por la empinada Loma del Lanchar, también llamada Loma del Guarnón -cuya parte superior es denominada Veta Grande y acaba presidida por el Cerro de los Machos (3.324 m de altitud)-, la cual separa al Guarnón del río Valdeinfierno; mientras que su margen izquierda la constituye la Loma de San Juan, que a su vez lo separa del barranco de este mismo nombre y que está coronada por los Tajos del Campanario, donde en la cota de 3100 m de altitud aproximadamente, muy cerca de los antiguos parapetos relictos de la última contienda civil denominados Posiciones del Veleta, arranca el Veredón, puerta del Corral del Veleta practicable únicamente en periodo estival, pues en invierno el acceso sólo puede realizarse utilizando técnicas de escalada en hielo. La cabecera del Guarnón la cierra el emblemático Pico del Veleta y sus enormes tajos. Es tan empinado este barranco que desde su propia desembocadura se divisa el pico que le sirve de cabecera.
Tiene un solo afluente significativo, el Barranco de Chorreras Negras, que se le une por la margen izquierda relativamente poco antes de finalizar su recorrido. Y es importante tener esto presente, porque en la penosísima ascensión del Guarnón desde su desembocadura, que requiere de múltiples vadeos, es fácil confundirse acerca de cuál de los dos cauces es verdaderamente el Guarnón, resultando a la postre aún más corto y empinado el de Chorreras Negras.

## Etimología
El nombre Guarnón o Guadarnón, como lo escribe Madoz al recoger la voz Genil y aludir al mismo como fuente de éste, diciendo: «GENIL: El r. de este nombre tiene su nacimiento en una umbría de Sierra Nevada llamada el Corral del Veleta, y a las inmediaciones del l. de Güejar correspondiente a la prov. de Granada; corre por el barranco de Guadarnón...», tiene una clara acepción árabe, aunque no se conoce exactamente su significado, posiblemente porque el topónimo sea resultado de una hibridación.
Es conocido que los árabes frecuentemente mantenían el nombre preexistente de los lugares que ocuparon en la península, aunque arabizándolo. En este caso, bien pudieron emplear la palabra Wād, 'río', de donde habría evolucionado la primera parte del topónimo 'Guar' o 'Guadar', mientras que la segunda parte del mismo haría referencia al nombre propiamente dicho del lugar, posiblemente de origen íbero y de significado desconocido. No obstante, también es posible que su significado fuese el de «Río de la N» o «Río N»; la razón de esto estriba en que en el alfabeto árabe la letra 'n' se lee 'non' y se escribe ﻥ, y así no sólo la pronunciación fonética evoca esta posibilidad sino también la forma de escribirse esta consonante, que es muy parecida a la configuración física que presenta el Corral del Veleta, origen de este río, visto desde la montaña de enfrente, la Loma de Maitena (obsérvese esto en la foto adjunta).
No obstante, el médico Fidel Fernández, pionero del montañismo penibetista y verdadera autoridad en las cuestiones relativas a este macizo montañoso, señala que el significado de este vocablo es: «río que nace de una planicie inclinada», si bien no aclara suficientemente las razones en las que apoya su aseveración.

## Actividad económica
Desde tiempo inmemorial, este río fue objeto de diversas explotaciones mineras, hoy todas ellas abandonadas; existiendo constancia de la extracción de plata y, sobre todo, de pirita de cobre en las Minas de la Estrella, situadas justo en su unión con el río Real, donde se forma el río Genil, las cuales estuvieron en explotación hasta principios del siglo XX. El nombre de Veta Grande que reciben las estribaciones del Cerro de los Machos, que junto al pico del Veleta corona este valle, evoca también la existencia de antiguas explotaciones mineras en este lugar.
La ganadería estival (fundamentalmente caprina y bovina) es la única actividad económica que en la actualidad persiste, pero muy escasa por lo abrupto del terreno.

## La leyenda de la Escoba del Diablo
Reproduce también Fidel Fernández, con un lenguaje más pomposo y extenso que el actual, propio de su época, la curiosa leyenda que ambienta en este lugar, según la cual, hace muchísimos años se alzaba un castillo, perteneciente al conde del Guarnón, sobre uno de los más escarpados miradores existentes en los riscos que predominan sobre el río de este nombre. Era éste un hombre siniestro, malvado y déspota, que tenía aterrados a los pobladores de la zona. En cambio, en un pequeño campo existente en la loma de enfrente y a nivel inferior al del castillo, habitaba un viejo labrador su choza con techo de ramas y, con él, su nieta, una bella joven, alegre y dulce, de cabellos rubios y esbelta, de la que se había enamorado un pastorcillo, de la misma edad, que frecuentaba los alrededores para observarla y llamar su atención cantando las romanzas que le dedicaba.
Una tarde, cuando regresaba el conde de una de sus correrías, se detuvo en la choza para descansar y reponer fuerzas a costa de sus moradores, como acostumbraba, antes de proseguir su camino hacia el castillo. Fue entonces cuando descubrió la presencia de la joven que con tanto empeño el abuelo había preservado hasta ese momento; quedó prendado de ella e inmediatamente ordenó a sus sicarios que la prendiesen y la llevasen al castillo. El pastorcillo presenció de lejos la escena y, sin dudarlo, emprendió la persecución para intentar liberarla. Según ascendía, la oscuridad de la noche se imponía y, al tratar de cruzar el río aprovechando el tronco de un árbol caído a modo de puente, apareció al otro lado una figura alta, enjuta, vestida de color de fuego y con bonete rojo, que le cerraba el paso. El joven, en su ansiedad, no reparó en detalles y se limitó a pedir paso, pero el oponente, en su lugar, extendió sus brazos desplegando su radiante capa y le habló con voz estruendosa, diciéndole: "Sé qué persigues y no tienes ninguna oportunidad. Te ofrezco mi ayuda a cambio de que me otorgues la tuya". Preguntado por el muchacho sobre quién era, le contestó, rotundo y sorprendido por la candidez del joven, que el diablo, y añadió que lo que buscaba era la muerte del conde y sus seguidores para apoderarse del alma de todos ellos, por lo que le proponía que si le ayudaba en sus planes, él a su vez lo ayudaría a salvar a su amada. Reconociendo lo crítico de su situación, el muchacho accedió sin dudarlo, por lo que el diablo le entregó una pequeña escoba mágica, como de juguete, y le franqueó el paso.
Llegado al pie de los muros del castillo, el joven los tocó con la escoba, abriéndose inmediatamente un hueco en la muralla, por el que penetró hasta la estancia en la que su amada esperaba, llorosa y asustada, a ser llevada a los aposentos del despreciable conde; con rapidez salieron ambos jóvenes por el hueco, al tiempo que la guardia del conde daba la alarma y con él al frente emprendía la persecución. Con ánimo de despistar a los perseguidores, los huidos, en lugar de bajar, optaron por subir por entre las peñas del valle, pero el conde se percató de ello pronto y se dio la vuelta, comiéndoles terreno. Llegados a la zona de las nieves, el pastorcillo volvió a hacer uso de la escoba y cada vez que barría la superficie de la nieve, verdaderos aludes caían sobre los perseguidores, diezmándolos. Así lo hizo hasta en tres ocasiones mientras alcanzaban los Panderones del Veleta y, viéndose por fin libre de ellos, dejó olvidada la escoba sobre la nieve mientras que ayudaba a la doncella a regresar con su abuelo. Con el tiempo, ambos jóvenes se casaron y vivieron felices, en gracia de Dios, pero la escoba que dejaron olvidada continuó arrojando oleadas de nieve sobre el castillo hasta sepultarlo, siendo éste el origen del glaciar del Veleta.